# Allepuz
Allepuz település Spanyolországban, Teruel tartományban. Allepuz Ababuj, Fortanete, Gúdar, Jorcas, Monteagudo del Castillo, Valdelinares, Villarroya de los Pinares és El Pobo községekkel határos. Lakosainak száma 124 fő (2024).

## Népesség
A település lakosságának változását az alábbi diagram mutatja:
| Lakosok száma | 142  | 145  | 135  | 134  | 121  | 117  | 129  | 125  | 124  | 124  |
|               | 2001 | 2004 | 2007 | 2009 | 2012 | 2014 | 2017 | 2019 | 2022 | 2024 |